# FNC Entertainment
FNC Entertainment (tiếng Hàn: FNC 엔터테인먼트; từ viết tắt của "fish and cake") là một công ty giải trí của Hàn Quốc được thành lập vào năm 2006 bởi nam ca sĩ kiêm nhà sản xuất thu âm Hàn Quốc Han Seong-ho. Công ty hoạt động với tư cách là một hãng thu âm, công ty tài năng, công ty sản xuất âm nhạc, công ty tổ chức sự kiện và sản xuất buổi hòa nhạc, và nhà xuất bản âm nhạc. Công ty trước đây được gọi là FNC Music, chỉ quản lý các ca sĩ nhưng sau đó đổi tên thành FNC Entertainment vào năm 2012 và bắt đầu mở rộng lĩnh vực kinh doanh là giải trí. Nó đã có từ tháng 1 năm 2012, có trụ sở tại các văn phòng công ty riêng của mình tại Cheongdam-dong.
Công ty quản lý các nghệ sĩ K-pop như F.T. Island, CNBLUE, AOA, N.Flying, SF9, Cherry Bullet (trực thuộc công ty con FNC W) và P1Harmony. Nó cũng quản lý một số nghệ sĩ giải trí, bao gồm Jeong Hyeong-don, Lee Guk-joo và Lee Se-young, và một số diễn viên, bao gồm Jung Hae-in, Jung Jin-young, Lee Dong-gun, Park Gwang-hyun, Sung Hyuk, Kim Won-hee và Yeon-seo.
Vào tháng 2 năm 2021, FNC đã tạo ra 2 công ty con mới. Công ty con đầu tiên, FNC B, là liên doanh giữa FNC Entertainment và HOW Entertainment, tập trung vào nhạc trot. Công ty con thứ hai, FNC W, chuyên về quản lý các nhóm nhạc nữ của họ.

## Nghệ sĩ

### Nghệ sĩ thu âm

#### Nghệ sĩ solo
- Hong-gi (F.T. Island)
- Yonghwa (CNBLUE)
- Innovator
- Allysee
- J.Don (N.Flying)

| - F.T. Island - CNBLUE - AOA - N.Flying - SF9 - Cherry Bullet (trực thuộc công ty con FNC W) - P1Harmony | - F.T. Triple - AOA Cream - Romantic J - Two Song Place - JNJ |

### Diễn viên nam và diễn viên nữ[2]
- Baek Ju-ho
- Choi Min-hwan
- Han Eun-seo
- Jin Ye-ju
- Jung Eugene
- Jung Hae-in
- Jung Jin-young
- Jung Yong-hwa
- Kang Chan-hee
- Kang Min-hyuk
- Kim Chan-mi
- Kim Hwiyoung
- Kim Chul-min
- Kim In-seong
- Kim Jae-hyun
- Kim Nu-ri
- Kim Ro-woon
- Kim Seol-hyun
- Kwon Da-hyun
- Lee Chae-yun
- Lee Da-won
- Lee Dong-gun
- Lee Hae-woo
- Lee Hong-gi
- Lee Jae-jin
- Lee Jong-hyun
- Lee Jung-shin
- Lee Seung-hyub
- Lee Seung-joo
- Lim Hyoun-su
- Nam Woo-hyun
- Park Gwang-hyun
- Park Ji-won[cần định hướng]
- Shin Hye-jeong
- Shin Ian
- Sung Hyuk

### Nghệ sĩ hài[3]
- Choe Seong-min
- Jeong Hyeong-don
- Jo Woo-jong
- Kim Yong-man[4]
- Kim Ah-yoon
- Lee Guk-joo
- Moon Ji-ae
- Moon Se-yoon
- Noh Hong-chul
- Yoo Jae-pil

## Cựu nghệ sĩ

### Cựu nghệ sĩ thu âm
- M Signal
- F.T. Island
  - Oh Won-bin (2007–2009)
  - Choi Jong-hoon (2007–2019)[a]
  - Song Seung-hyun (2009–2019)
- Juniel (2011–2016)[b]
- AOA
  - Park Cho-a (2012–2017)[c]
  - Kwon Mina (2012–2019)[d]
  - Shin Ji-min (2012–2020)[e]
  - Seo Yu-na (2012–2021)[f]
  - AOA Black
    - Youkyung (2012–2016)[g]
- N.Flying
  - Kwon Kwang-jin (2013–2018)[h]
- Honeyst (2017–2019)
- Cherry Bullet
  - Mirae (2019) [i]
  - Kokoro (2019)
  - Linlin (2019)
- CNBLUE
  - Lee Jong-hyun (2009–2019)

### Cựu diễn viên nam và diễn viên nữ
- Jo Jae-yoon (2014–2019)
- Jung Hye-sung (2015–2018)
- Jung Woo (2015–2019)
- Kim Min-seo (2014–2017)
- Kwak Dong-yeon (2012–2020)
- Kwon Mina (2012–2019)
- Lee Da-hae (2014–2016)
- Lee Elijah (2016–2017)
- Park Doo-sik (2016–2019)
- Yoon Jin-seo (2012–2020)

### Cựu nghệ sĩ hài
- Jee Seok-jin (2015–2016)
- Song Eun-i (2012–2019)
- Lee Se-young (2017–2019)
- Yoo Jae-suk (2015–2021)

## Công ty con
- FNC Academy
- SM Life Design Group (trước đây là FNC Add Culture, mua lại vào năm 2016; vào năm 2018 được mua lại bởi SM Entertainment)
  - Film Boutique (mua lại vào năm 2017; vào năm 2019 được mua lại bởi HB Entertainment)[5]
  - Genie Pictures (mua lại vào năm 2018)[6]
- FNC Entertainment Japan
- FNC Global Training Center
- Love FNC Foundation (chi nhánh chính thức của CSR)
- FNC B (liên doanh với HOW Entertainment)
- FNC W
- FNC Investment